# 林發森
林發森，贵州惠水人，清政治人物，同進士出身。
道光十二年（1832年）清宣宗五旬壬辰恩科進士，三甲六十八名，官湖南安福知縣。